# Думай как женщина
«Думай как женщина» — российский телесериал канала СТС. Адаптация колумбийского телесериала «На каблуках Евы» (En los tacones de Eva). Показ сериала начался 15 апреля 2013 года и закончился 30 мая 2013 года.

## Сюжет
Главный герой Евгений — гуру и спец по женским сердцам, попросту говоря, бабник. Он с лёгкостью меняет подруг и презервативы и даже не собирается искать «ту единственную»… Но в его жизни появляется Даша.
Даша — бывшая сотрудница Новикова. Она как-то предоставила шефу оригинальный туристический проект, но тот счел его недостойным внимания, а при первой возможности уволил подчинённую. Однако внезапно все изменилось: Дашин проект может выиграть тендер Министерства культуры. Но, вспомнив старую обиду, девушка отказывается сотрудничать с бывшим начальником. Новиков спит и видит — как бы заполучить проект Даши. Не придумав ничего лучше, Евгений идет на крайние меры и решает украсть Дашин проект, но неожиданно для себя влюбляется в бывшую подчинённую. Поэтому, украв проект, он так и не решается пустить его в дело. Однако конкурентная борьба так велика, что гораздо более беззастенчивый его приятель и коллега Стрельцов крадет работу и выигрывает тендер.
Сам Женя оказывается в неприятной ситуации: его обвиняют в хищении. В итоге, пытаясь уйти от преследования, он попадает в аварию и теперь все считают его погибшим. В сложившейся ситуации решение приходит само собой — Женя решает вернуться в свой офис, правда, в образе женщины степенного возраста — Евы Анатольевны.
Теперь ему предстоит вернуть доверие возлюбленной и восстановить репутацию. Кроме этого, он сделает открытие: для того, чтобы стать настоящим мужчиной, нужно встать на каблуки.

## В ролях
| Актёр               | Роль                                                                             |
| ------------------- | -------------------------------------------------------------------------------- |
| Марат Башаров       | Евгений Новиков / Ева                                                            |
| Екатерина Вилкова   | Олеся                                                                            |
| Анна Попова         | Дарья Аркадьевна Светлова                                                        |
| Владимир Зайцев     | Лев Михайлович Алтухов, генеральный директор туристической компании «Отдохни Ко» |
| Александр Арсентьев | Олег Витальевич Стрельцов, директор по развитию «Отдохни Ко»                     |
| Татьяна Орлова      | Ева Анатольевна Семёнова режиссёр и актриса самодеятельного театра               |
| Сергей Габриэлян    | Пётр Ильич Рябов, следователь                                                    |
| Владимир Стержаков  | Аркадий Борисович Светлов, отец Даши                                             |
| Галина Петрова      | Мария Ивановна, мать Евгения Новикова                                            |
| Антон Васильев      | Иван Миловидов, друг Евгения                                                     |
| Екатерина Дубакина  | Лилия Колокольцева, подруга Даши                                                 |
| Елизавета Лотова    | Кристина                                                                         |
| Евгения Дмитриева   | Лариса, соседка Евы Анатольевны                                                  |
| Иван Шмаков         | Стёпка, сын Дарьи Светловой                                                      |
| Карина Зверева      | Мила Образцова                                                                   |

## Факты
- Для героини Марата Башарова Евы приобрели сразу 3 пары туфель и одни сапоги. Самый высокий каблук на туфлях Марата — 8 см[2].